# Vương tộc Bragança
Nhà Bragança (tiếng Bồ Đào Nha: Casa de Bragança; tiếng Anh: House of Braganza) là một hoàng tộc sản sinh ra các hoàng đế, thân vương và công tước gốc Bồ Đào Nha trị vì ở châu Âu và châu Mỹ.
Hoàng tộc này được lập ra bởi Afonso I, Công tước thứ nhất xứ Bragança, người con trai ngoài giá thú của Vua John I của Bồ Đào Nha thuộc Nhà Aviz và cuối cùng phát triển thành một hoàng tộc giàu có và quyền lực nhất Bán đảo Iberia trong thời kỳ Phục hưng. Người Nhà Bragança chính thức lên ngôi vua cai trị Vương quốc Bồ Đào Nha và Vương quốc Algarve sau khi lật đổ thành công Vương triều Philippine của Nhà Habsburg ở Bồ Đào Nha trong Chiến tranh phục hồi Bồ Đào Nha, dẫn đến việc Công tước Bragança trở thành vua của Bồ Đào Nha với vương hiệu đầu tiên là John IV vào năm 1640. Nhà Bragança cai trị Vương quốc Bồ Đào Nha và Đế quốc Bồ Đào Nha từ năm 1640, và Vương quốc Liên hiệp Bồ Đào Nha, Brasil và Algarve vào năm 1815, sau khi Brazil độc lập vào năm 1822, người Nhà Bragança trở thành quân chủ của Đế quốc Brazil.
Nhà Bragança đã sản sinh ra 15 vị quân chủ cho Bồ Đào Nha và 4 quân chủ cho Brazil, rất nhiều vương hậu cho các quân chủ châu Âu khác nhau, chẳng hạn như Catarina Henriqueta của Bồ Đào Nha (vợ của Charles II của Anh, người đã giới thiệu trà sang Anh) và Maria Isabel của Bragança (vợ của Fernando VII của Tây Ban Nha, người thành lập Bảo tàng El Prado), cũng như các ứng cử viên cho ngai vàng của Ba Lan và Hy Lạp như: Hoàng tử Manuel, Bá tước của Ourém và Pedro, Công tước của Bragança, và nhiều nhân vật đáng chú ý khác trong lịch sử của châu Âu và châu Mỹ. Người Nhà Bragança bị phế truất khỏi ngai vàng ở châu Âu và châu Mỹ vào đầu thế kỷ XIX - XX, khi Hoàng đế Pedro II bị phế truất ở Brazil năm 1889 và Vua Manuel II bị phế truất ở Bồ Đào Nha vào năm 1910.
Sau triều đại của Vua João VI, Hoàng tộc Bragança được chia thành ba nhánh chính, gồm: nhánh Brazil, được tạo ra bởi con trai cả của Vua João VI là Hoàng đế Pedro I của Brasil; nhánh Hiến pháp, do Maria II của Bồ Đào Nha (con gái của Pedro I) đứng đầu; nhánh Miguelist, do con trai cả thứ hai của Vua John VI là Vua Miguel I của Bồ Đào Nha đứng đầu. Nhánh Brazil, sau năm 1921, trở thành Nhà Orléans-Bragança, nơi mà quyền lãnh đạo bị tranh chấp bởi hai chi nhánh của chính nó: nhánh Vassouras, do Luiz của Orléans-Bragança đứng đầu, và nhánh Petrópolis, do Pedro Carlos của Orléans-Bragança đứng đầu. Nhánh Hiến pháp đã tuyệt tự sau cái chết của Vua Manuel II vào năm 1932, chuyển quyền thừa kế ngai vàng của Bồ Đào Nha cho Nhánh Miguelist, do Duarte Nuno, Công tước xứ Bragança đứng đầu. Yêu sách đối với ngai vàng Bồ Đào Nha được chuyển cho con trai của Duarte Nuno là Duarte Pio, Công tước xứ Bragança, người hiện được công nhận nhiều nhất đối với ngai vàng của Bồ Đào Nha.

## Giai đoạn đầu triều đại

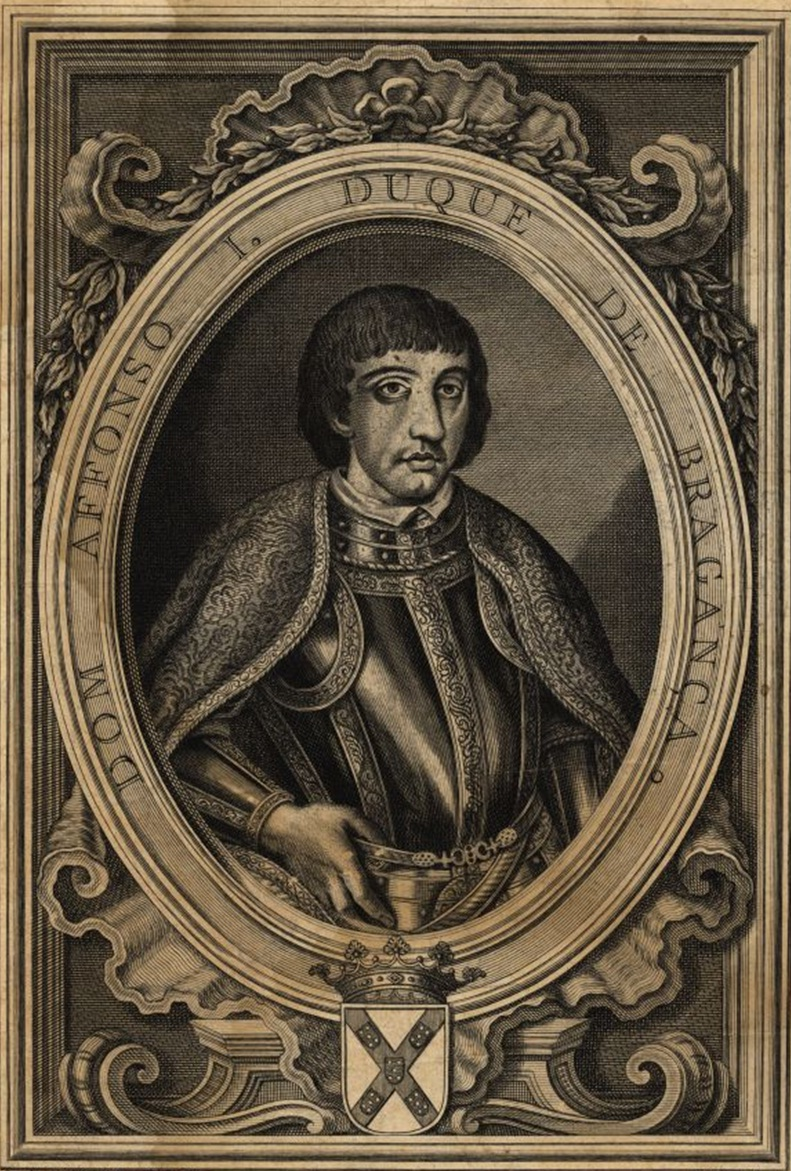
Afonso I, Công tước xứ Braganza đầu tiên và là người sáng lập ra Nhà Braganza

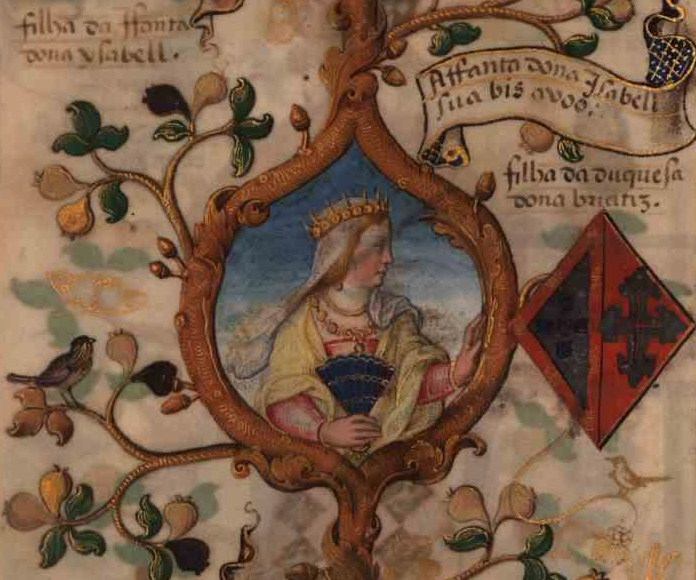
Isabel xứ Braganza là người đầu tiên kết hôn với hoàng gia, với tư cách là vợ của Vương tử João, Thống chế Bồ Đào Nha.

Nhà Braganza có nguồn gốc từ Afonso I xứ Braganza, một người con ngoài giá thú của Vua João I của Bồ Đào Nha người sáng lập Nhà Aviz, và Inês Pires. Mặc dù Afonso là con ngoài giá thú, cha ông vẫn coi trọng và chăm sóc ông rất nhiều, thể hiện qua việc ông sắp xếp cuộc hôn nhân của Afonso với Beatriz Pereira de Alvim, con gái của Nuno Álvares Pereira, vị tướng quan trọng nhất của Bồ Đào Nha và là bạn thân của Vua João I. Ngoài việc nâng cao địa vị xã hội của mình bằng cuộc hôn nhân với một gia tộc lâu đời, Afonso cũng được trao danh hiệu Bá tước xứ Barcelos.
Với vị trí mới được củng cố trong giới quý tộc Bồ Đào Nha, Afonso bắt đầu sự nghiệp chính trị và xã hội vô cùng thành công. Năm 1415, ông tham gia Cuộc chinh phạt Ceuta cùng với cha, anh em trai và các thành viên lãnh đạo của giới quý tộc và quân đội. Vào thời điểm cha ông qua đời vào năm 1433, Afonso đã giành được sự ủng hộ của anh trai mình, Vua Duarte I của Bồ Đào Nha và phần còn lại của xã hội thượng lưu Bồ Đào Nha. Với cái chết sớm của anh trai mình vào năm 1438, một chế độ nhiếp chính đã được thiết lập cho cháu trai của Afonso, Vua Afonso V mới 6 tuổi, dưới sự lãnh đạo của mẹ nhà vua, Leonor xứ Aragon, và sau đó là anh trai của Afonso là Pedro, Công tước xứ Coimbra. Tuy nhiên, chế độ nhiếp chính của Công tước xứ Coimbra sớm tỏ ra không được lòng dân và Afonso nhanh chóng trở thành cố vấn được Nhà vua ưa thích.

### Afonso I, Công tước thứ nhất xứ Braganza
Vào ngày 30 tháng 12 năm 1442, Công tước xứ Coimbra, vẫn là nhiếp chính của Nhà vua và ông đã nhân danh nhà vua phong cho Afonso làm Công tước xứ Braganza, như một cử chỉ thiện chí và hòa giải giữa hai anh em. Việc Afonso được phong làm công tước, cấp bậc cao nhất của giới quý tộc, đánh dấu sự thành lập của Nhà Braganza, sau này trở thành một gia tộc chủ chốt trong lịch sử Bồ Đào Nha.
Nhờ sự chăm chỉ và thành công của Afonso I, tất cả các con của ông đều đạt được những vị trí thành công và có cuộc sống sung túc. Con trai cả của Afonso I là Afonso xứ Braganza, Hầu tước thứ 1 xứ Valença, là một thành viên nổi bật của giới quý tộc, được ông ngoại của mình, Nuno Álvares Pereira, truyền lại tước hiệu Bá tước xứ Ourém quyền lực vào năm 1422. Ông là một nhà ngoại giao tài ba và từng là đại diện của nhà vua tại Công đồng Basel năm 1436 và Công đồng Florence năm 1439. Năm 1451, Bá tước xứ Ourém được phong làm Hầu tước xứ Valença và hộ tống Vương nữ Leonor đến gặp chồng là Hoàng đế Friedrich III của Thánh chế La Mã. Sau đó, vào năm 1458, ông tham gia vào cuộc chiếm giữ và chinh phục Ksar es-Seghir. Tuy nhiên, Hầu tước xứ Valença đã qua đời vào năm 1460, một năm trước cha mình và do đó không thể kế vị ông làm Công tước xứ Braganca. Con gái đầu lòng của Afonso I là Isabel xứ Barcelos, đã kết hôn với Vương tử João, Lãnh chúa xứ Reguengos de Monsaraz, do đó đã liên kết Nhà Braganza với Gia đình Hoàng gia Aviz của Bồ Đào Nha. Cuộc hôn nhân chiến lược của Isabel đã thành công và sinh ra 4 người con, những người con cháu của họ sẽ trở thành một trong số người quan trọng nhất trong lịch sử Bán đảo Iberia. Người con út và người kế vị của Afonso I, Fernando I xứ Braganza, tiếp tục di sản nổi bật của cha mình trong quân đội và triều đình.

### Fernando I, Công tước thứ 2 xứ Braganza
Khi Fernando I chào đời, vào năm 1403, ông ngoại của ông, Nuno Álvares Pereira, đã truyền lại cho ông danh hiệu Bá tước xứ Arraiolos. Fernando trở thành một quân nhân lão luyện, tham gia vào nhiều chiến dịch của đế quốc Bồ Đào Nha. Mặc dù Fernando I là một thành viên nổi tiếng và quyền lực của giới quý tộc, ông không phải lúc nào cũng được nhà vua ủng hộ, đáng chú ý nhất là khi Fernando I công khai tuyên bố với Vua Duarte I, tại Cortes của Bồ Đào Nha, về chủ đề giải cứu em trai của Nhà vua là Thân vương Fernando, Lãnh chúa xứ Salvaterra de Magos đã bị bắt bởi người Moor. Tuy nhiên, Fernando I đã trở thành người được cả chính phủ hoàng gia và đế quốc và Vua Afonso V yêu thích, giúp ông giành được vị trí Thống đốc Ceuta và các danh hiệu Hầu tước xứ Vila Viçosa và Bá tước xứ Neiva.

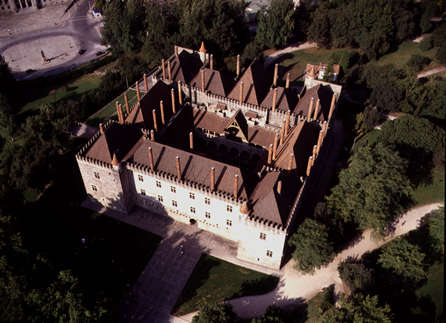
Cung điện của Công tước, ở Guimarães, là trụ sở của Nhà Braganza từ năm 1420 cho đến Fernando II xứ Braganza bị Vua João II xử tử vì tội phản quốc vào năm 1483.

Những người con của Fernando I, với người vợ của ông, Joana de Castro, Phu nhân xứ Cadaval, tiếp tục mở rộng ảnh hưởng của Nhà Braganza. Trong số 9 người con của ông, có 6 người sống sót đến tuổi trưởng thành đều khẳng định được vị thế của mình thông qua các chức vụ hoặc hôn nhân, mặc dù các hành động của Vua João II của Bồ Đào Nha sẽ tìm cách làm suy yếu ảnh hưởng của họ. Con trai đầu lòng và người kế vị của Fernando I là Fernando II xứ Braganza, ban đầu là một nhà quý tộc thông minh và nổi tiếng, nhưng xung đột của ông với Vua João II đã khiến ông và gia tộc gặp nguy hiểm. Con trai thứ hai của ông, João xứ Braganza, Hầu tước thứ nhất xứ Montemor-o-Novo, là một quân nhân tài giỏi và được phong làm Thống chế Bồ Đào Nha. Con trai thứ ba của Fernando là Afonso xứ Braganza, trở thành một nhà quý tộc nổi tiếng trong xã hội và được phong làm Bá tước xứ Faro. Con trai thứ tư của Công tước là Álvaro xứ Braganza, thừa kế các thái ấp của mẹ mình, trở thành Lãnh chúa thứ 5 xứ Ferreira, Lãnh chúa thứ 4 xứ Cadaval và Lãnh chúa thứ nhất xứ Tentúgal. Con gái lớn còn sống của Fernando là Beatriz xứ Braganza, đã kết hôn với Pedro de Meneses, Hầu tước thứ nhất xứ Vila Real. Người con cuối cùng còn sống của Fernando là Guiomar xứ Braganza, đã kết hôn với Henrique de Meneses, Bá tước thứ 4 của Viana do Alentejo. Tuy nhiên, cuối cùng, con cháu của Fernando I đã phải chịu nhiều khó khăn dưới triều đại của Vua João II.

### Fernando II, Công tước thứ 3 xứ Braganza
Đến đời công tước thứ ba, Fernando II, Nhà Braganza chắc chắn là một trong những gia tộc quý tộc vĩ đại nhất của Bồ Đào Nha và Bán đảo Iberia nói chung. Fernando II tiếp tục di sản của tổ tiên và được nhận thêm tước phong Công tước xứ Guimarães. Tuy nhiên, đối với sự sụp đổ gia tộc dưới triều đại của Vua João II liên quan đến việc củng cố quyền lực của hoàng gia và làm suy yếu giới quý tộc. Fernando II, một nhà quý tộc nổi tiếng và quyền lực, đã bị buộc tội phản quốc và bị Vua João II xử tử vào năm 1483; các tước hiệu và tài sản của Nhà Braganza đã được sáp nhập vào vương miện và các thành viên của gia tộc này bị lưu đày đến Castilla.
Do những bất hạnh của cha mình, những đứa con của Fernando II, từ cuộc hôn nhân của ông với Isabel xứ Viseu, con gái của Fernando, Công tước xứ Viseu và Beja, ban đầu đã có một tuổi thơ đầy biến động; nhưng người kế vị của Vua João II là Vua Manuel I của Bồ Đào Nha, người trước đây cũng là Công tước xứ Beja, đã chọn tha thứ cho người Nhà Braganza và trả lại cho họ tất cả tài sản để đổi lấy lòng trung thành của họ. Người con trai và người kế vị lớn tuổi nhất còn sống của Fernando II là Jaime I xứ Braganza, đã trở về Bồ Đào Nha và tái lập vị trí của mình tại Vila Viçosa, nơi trước đây là trụ sở của Công tước. Người con trai duy nhất còn sống của Fernando II là Dinis xứ Braganza, Bá tước xứ Lemos, đã kết hôn với Beatriz de Castro Osório, Nữ bá tước xứ Lemos và có 4 người con với bà.

## Phục hưng Bồ Đào Nha

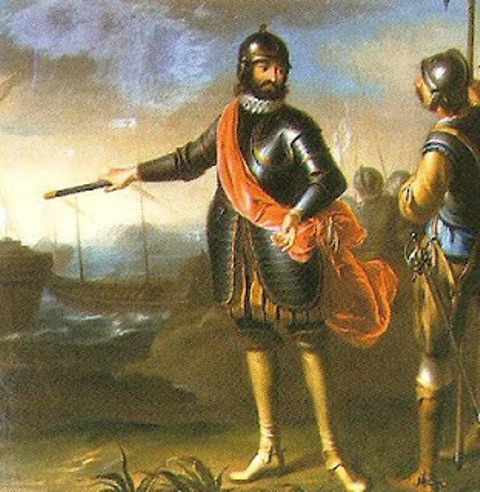
Jaime I khôi phục địa vị của Nhà Braganza sau khi cha anh bị hành quyết và xây dựng Cung điện công tước xứ Vila Viçosa

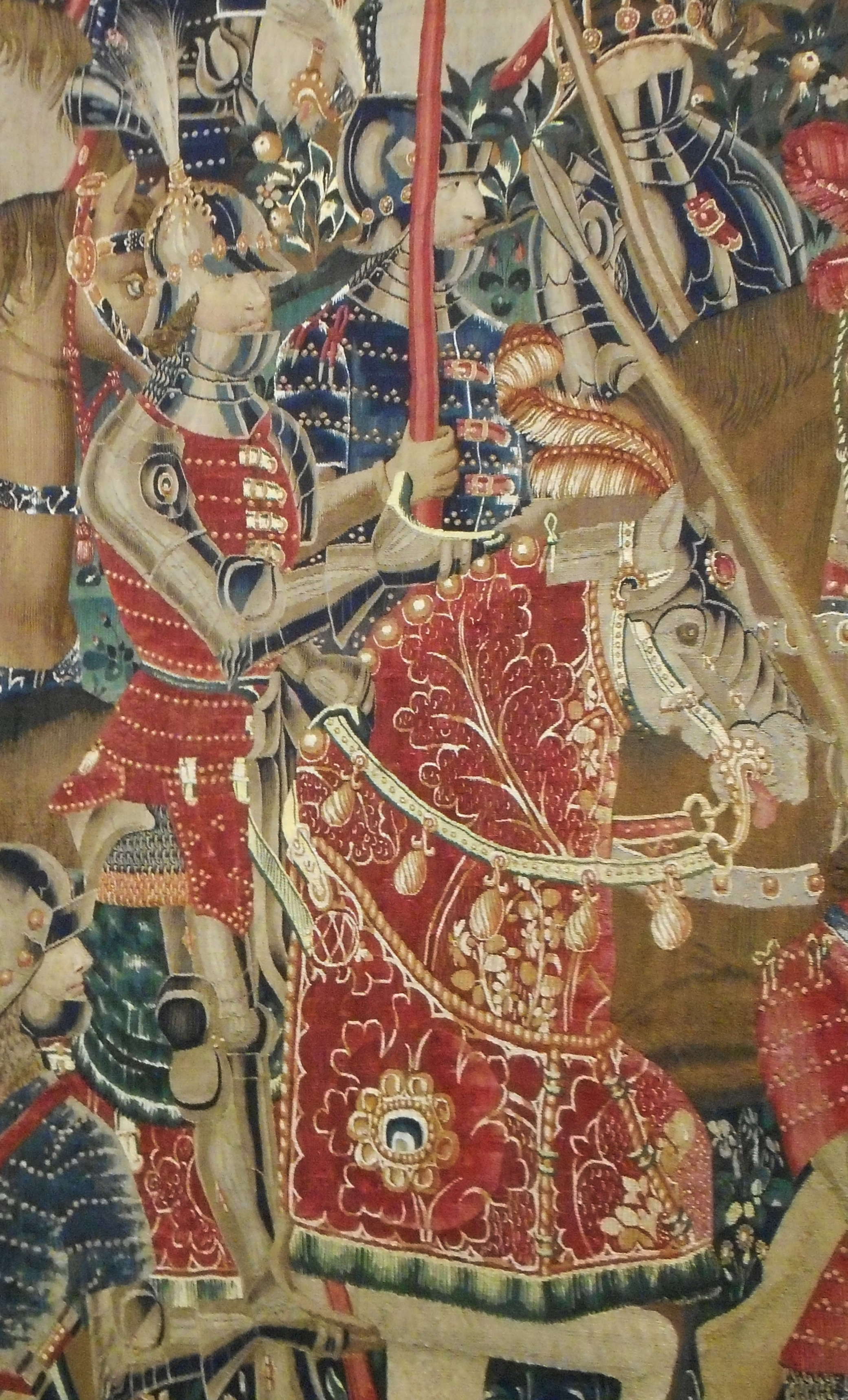
João xứ Braganza, Hầu tước xứ Montemor-o-Novo lãnh đạo cuộc chinh phục Tangier của người Bồ Đào Nha vào năm 1471.

Jaime I với tư cách là Công tước xứ Braganza là giai đoạn phục hồi và vĩ đại. Khi trở về Bồ Đào Nha sau thời gian lưu vong, Jaime đã tiếp quản các tài sản trước đây bị tịch thu của gia tộc. Để tạo dựng hình ảnh mới cho gia đình, ông đã ra lệnh xây dựng một trụ sở mới cho Braganza, nơi sẽ trở thành một trong những cung điện lớn nhất ở Bán đảo Iberia, Cung điện Công tước xứ Vila Viçosa.

### Jaime I, Công tước thứ 4 xứ Braganza
Việc phục vị của Jaime I cũng tiếp tục với mối quan hệ của Nhà Braganza với Nhà vua, Jaime I đã trở thành người được Vua Manuel I sủng ái và thậm chí từng là người thừa kế tạm thời của ông. Công tước cũng có phần tai tiếng của mình, khi tài trợ cho cuộc chinh phạt thành phố Azemmour, để trao vương miện hoàng gia như một hình phạt cho việc ông ra lệnh giết người vợ đầu tiên của mình, Leonor Pérez de Guzman, con gái của Juan Alfonso Pérez de Guzmán, Công tước thứ 3 xứ Medina Sidonia.
Các con của Jaime I, cả hai người con đầu lòng của người vợ đầu tiên, Leonor xứ Pérez de Guzman, và 8 người con sau này với người vợ thứ hai là Joana xứ Mendoça, đều có cuộc sống thành công. Con gái đầu lòng của Jaime I là Isabel xứ Braganza, kết hôn với Duarte, Công tước xứ Guimarães và có 3 người con, trong khi con trai đầu và người kế vị của ông, Teodósio I xứ Braganza, là một Thân vương thành đạt thời Phục hưng Bồ Đào Nha. Năm người con của Jaime I, Jaime, Maria, Fulgêncio, Teotónio và Vicência, đều gia nhập dòng tu. Con gái thứ hai của Công tước là Joana xứ Braganza, kết hôn với Bernardino de Cardenas, Hầu tước thứ 3 xứ Elche, và con gái thứ 3 của ông là Eugénia xứ Braganza, kết hôn với Francisco de Melo, Hầu tước thứ 2 xứ Ferreira. Ngoài Teodósio I, Jaime I có một con trai duy nhất không vào nhà thờ, đó là Constantino xứ Braganza, kết hôn với Maria de Melo, con gái của D. Rodrigo de Melo, Hầu tước thứ nhất xứ Ferreira, nhưng không có con. Constantino nổi tiếng là một sĩ quan vĩ đại của Đế quốc Bồ Đào Nha, từng giữ chức vụ Phó vương của Ấn Độ thuộc Bồ Đào Nha và Thuyền trưởng của Ribeira Grande, cùng các chức vụ khác.

### Teodósio I, Công tước thứ 5 xứ Braganza
Công tước đời thứ năm là Teodósio I xứ Braganza, được nhớ đến như là hiện thân của thời kỳ Phục hưng Bồ Đào Nha. Là một người bảo trợ nghệ thuật và là một nhà quý tộc uyên bác, Teodósio I đã duy trì uy tín của Nhà Braganza, mặc dù không để lại dấu ấn đáng kể nào trong lịch sử của gia tộc. Công tước đã nhượng lại Lãnh địa Công tước Guimarães cho Infante Duarte của Bồ Đào Nha như là của hồi môn cho chị gái mình là Isabel xứ Braganza.
Con trai thứ hai của Teodósio I là Jaime xứ Braganza, đã hy sinh khi chiến đấu cùng Vua Sebastião I trong Trận Alcácer Quibir. Con gái duy nhất của Công tước là Isabel xứ Braganza, đã kết hôn với Miguel Luis de Meneses, Công tước thứ nhất xứ Caminha, cuộc hôn nhân của họ không có hậu duệ. Người con đầu lòng và người kế vị của Teodósio I là João I xứ Braganza, đã sống một cuộc sống rất khác so với thời kỳ bình lặng và tương đối yên bình của Teodósio I, khi tham gia vào những tranh cãi về cuộc khủng hoảng kế vị Bồ Đào Nha năm 1580 và Chiến tranh Kế vị Bồ Đào Nha sau đó.

### João I, Công tước thứ 6 xứ Braganza
Thời kỳ tại vị của João I đan xen với những tranh cãi và âm mưu. Sau khi kết hôn với Infanta Catarina, con gái của Infante Duarte, Công tước xứ Guimarães, và do đó trở thành cháu của Vua Manuel I của Bồ Đào Nha, trong cuộc khủng hoảng kế vị năm 1580, cặp đôi này đã thúc đẩy yêu sách của họ đối với ngai vàng Bồ Đào Nha. Mặc dù Infanta Catarina là một người thừa kế được ưa chuộng, nhưng người anh em họ Nhà Habsburg của bà cuối cùng đã được tiếp nhận ngai vàng với vương hiệu Philip I của Bồ Đào Nha và Liên minh Iberia được thành lập. Trong nỗ lực hòa giải với Nhà Braganza, Vua Philip I đã gia hạn danh hiệu Thống chế Bồ Đào Nha, mà João I đã nắm giữ trước đó, cho con trai đầu lòng của Công tước là Teodósio II xứ Braganza, cùng với các tước hiệu và quyền sở hữu đất đai khác cho Công tước và người Nhà Braganza.
Con trai cả và người kế vị của Công tước là Teodósio II, nổi tiếng đã chiến đấu trong Trận Alcácer Quibir khi mới 10 tuổi và sau đó trở thành một vị tướng tài giỏi. Con trai thứ hai của João I là Duarte xứ Braganza, được phong làm Hầu tước xứ Frechilla thứ nhất, và con trai thứ 3 của Công tước là Alexandre xứ Braganza, trở thành Tổng giám mục xứ Évora, cả hai đều nhận được danh hiệu và nhiều nhượng bộ từ Vua Philip I khi quốc vương đang cố gắng làm lành với Nhà Braganza. Không giống như những người con trai khác của mình, con trai út của João I, Filipe xứ Braganza, đã qua đời trong khi chưa lập gia đình.

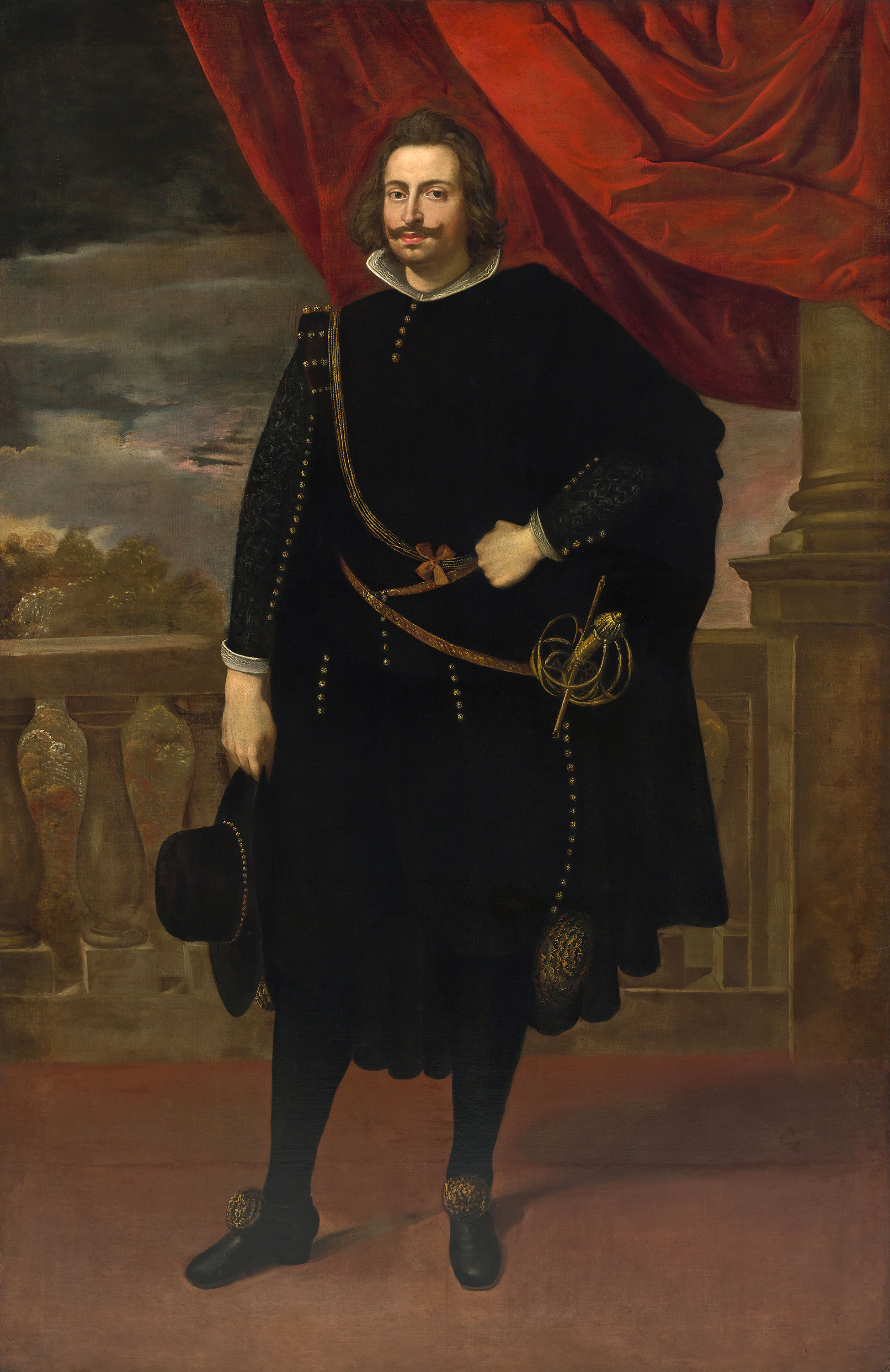
Năm 1640, João IV của Bồ Đào Nha trở thành người Nhà Braganza đầu tiên trị vì với tư cách là Vua của Bồ Đào Nha, bắt đầu Chiến tranh phục hồi Bồ Đào Nha.

### Teodósio II, Công tước thứ 7 xứ Braganza
Công tước đời thứ bảy là Teodósio II, trở nên nổi tiếng từ khi còn trẻ, khi được làm cận vệ cho Vua Sebastião I và đã hành quân vào Trận Alcácer Quibir, cùng với Nhà vua và chú của ông, Jaime xứ Braganza, khi mới 10 tuổi. Sau đó, Teodósio II đã tuyên thệ trung thành và trở thành một người trung thành của Vương triều Philippines, thậm chí đã bảo vệ Lisbon chống lại đối thủ cạnh tranh giành ngai vàng của Vua Philip I là António, Prior xứ Crato, người được những người ủng hộ ông tôn xưng là Vua António I của Bồ Đào Nha. Để ghi nhận tài năng quân sự, Teodósio II đã được phong làm Thống chế Bồ Đào Nha. Sự ủng hộ và phục vụ của Công tước đối với Vương triều Philippines đã giúp Nhà Braganza giành được nhiều đất đai và danh hiệu hơn, và đến năm 1640, Gia tộc đã tập hợp được khoảng 80.000 chư hầu, cùng với nhiều nhà thờ, giáo đoàn và tổ chức dưới sự bảo trợ của mình.
Năm 1603, Teodósio II kết hôn với Ana de Velasco y Girón, con gái của Juan Fernández de Velasco y Tovar, Công tước thứ 5 xứ Frías, và có 4 người con với bà. Con trai đầu lòng và người kế vị của Công tước là João II, đưa Nhà Braganza lên tầm cao quyền lực mới, phát động Chiến tranh phục hồi Bồ Đào Nha và được tôn làm Vua João IV của Bồ Đào Nha, do đó đưa Gia tộc này trở thành triều đại cai trị của Bồ Đào Nha. Con trai thứ hai của Teodósio II là Duarte xứ Braganza, được phong làm Lãnh chúa xứ Vila do Conde và trở thành nhà ngoại giao, phục vụ tại triều đình của Hoàng đế Ferdinand III của Thánh chế La Mã, nhưng sau đó chết trong tù vì cái giá của Chiến tranh phục hồi. Hai người con khác của Teodósio II là Alexandre và Catarina, đều chết mà không có con, tước hiệu hoặc hôn nhân.

## Nắm giữ ngai vàng Bồ Đào Nha

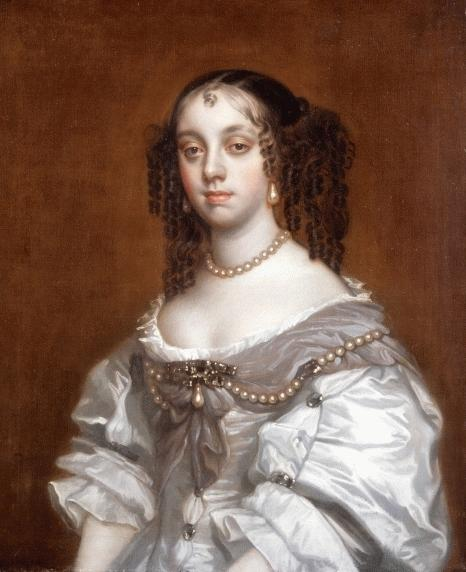
Vương hậu Catherine xứ Braganza, vợ của Charles II của Anh, được cho là người đã giới thiệu việc uống trà đến Anh.

Đến năm 1640, các chính sách khôn ngoan của vua Philip I đối với Bồ Đào Nha đã không còn hiệu quả nữa. Đất nước bị đánh thuế quá mức, các thuộc địa của Bồ Đào Nha không được bảo vệ, và Vua Philip III của Bồ Đào Nha không còn được hầu hết giới quý tộc Bồ Đào Nha tin tưởng hay ủng hộ. Ông đặc biệt bị các hiệp hội thương gia hùng mạnh của Bồ Đào Nha căm ghét. Bồ Đào Nha, giống như các vương quốc khác của Philip, đang trên bờ vực nổi loạn.
Công tước thứ 8 xứ Braganza là João II, và quyền thừa kế xa hơn thông qua ông nội của mình là João I xứ Braganza. Vì những quyền thừa kế của ông, giới quý tộc Bồ Đào Nha bất mãn đã thỉnh cầu João II lãnh đạo việc khôi phục quyền thừa kế với tư cách là vua của Bồ Đào Nha.
Theo các sử gia của triều đình, Công tước João II là một người đàn ông khiêm tốn và không có tham vọng đặc biệt nào đối với ngai vàng. Theo truyền thuyết, vợ ông, Dona Luisa de Guzmán, con gái của công tước xứ Medina-Sidonia, đã thúc giục ông chấp nhận lời đề nghị, bà đã nói rằng "Tôi thà làm vương hậu một ngày còn hơn làm công tước phu nhân cả đời". Ông chấp nhận lãnh đạo cuộc nổi loạn, cuộc nổi loạn đã thành công và ông được tôn lên ngai vàng Bồ Đào Nha với vươn hiệu João IV của Bồ Đào Nha vào ngày 1 tháng 12 năm 1640.
Sau khi Công tước xứ Braganza lên ngôi, lãnh địa công tước được liên kết với Vương miện. "Công tước xứ Braganza" trở thành tước hiệu truyền thống dành cho người thừa kế ngai vàng, cùng với Thân vương xứ Brasil và sau đó là Vương thái tử Bồ Đào Nha.
Việc João lên ngôi dẫn đến Chiến tranh phục hồi Bồ Đào Nha với Tây Ban Nha. Chủ quyền của triều đại mới của Bồ Đào Nha sẽ không được công nhận cho đến năm 1668 trong thời kỳ trị vì của con trai João là Afonso VI.
Đỉnh cao của triều đại Braganza là dưới thời trị vì của Vua João V (1706–1750), người đã cai trị với sự vĩ đại và lòng mộ đạo. Triều đại của Vua José I, con trai của João V, được đánh dấu bằng trận động đất lớn, tấn công Lisbon vào năm 1755. Thiên tài chính trị trong triều đại của ông là Hầu tước Pombal thứ nhất. Cuối thế kỷ XVIII được đánh dấu bằng sự ổn định, dưới sự cai trị của Nữ vương Maria I (1777–1816), người đã bãi nhiệm Pombal khi bà lên ngôi. Vì bệnh tâm thần tái phát của Maria khiến bà không còn khả năng cai trị, nên con trai bà là Vương thái tử João, Thân vương xứ Brasil đã đảm nhận vai trò nhiếp chính vương, đứng đầu chính phủ vào năm 1792.